# Alexandra Moreira
Alexandra Moreira López (La Paz, Bolivia, 1980) es una abogada y política boliviana. Fue la ministra de Medio Ambiente y Agua de Bolivia desde el 23 de enero de 2015 hasta el 18 de enero de 2017 durante el tercer gobierno del presidente Evo Morales Ayma. Mientras fue ministra, viabilizó el Proyecto Multipropósito, con lo cual se beneficiaron 305 440 habitantes con dotación mejorada de agua potable. Su gestión también se destacó por la viabilización de estudios para las abducciones de Misicuni en la ciudad de Cochabamba, el Plan de reacción para la sequía que fortaleció y otorgó resiliencia a los tres sistemas de agua de la sede de gobierno La Paz.

## Biografía

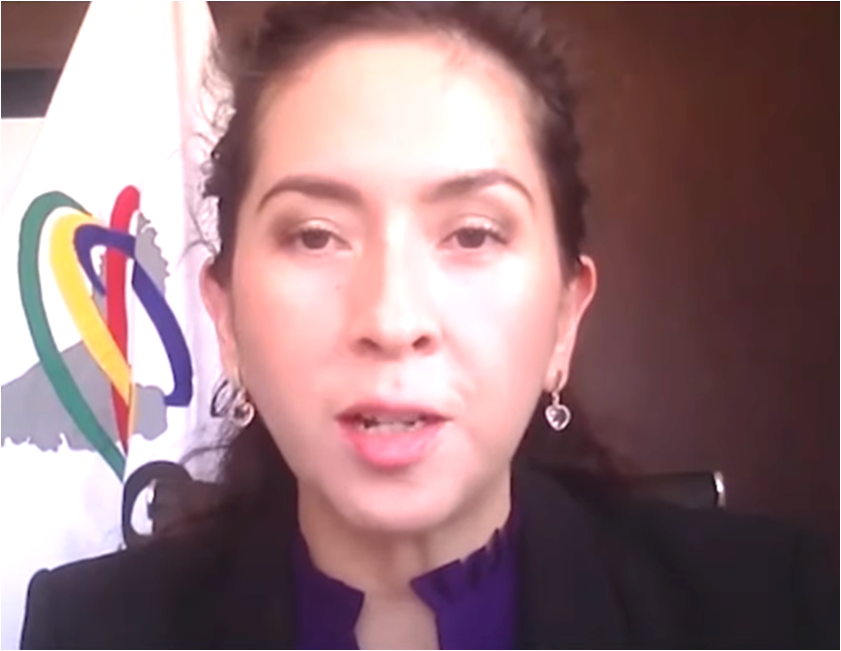
Alexandra Moreira en enero de 2021

Finalizando su gestión en las principales ciudades de Bolivia sufrieron durante varias semanas la escasez de agua el año 2016. Tras la convocatoria a la interpelación de la Asamblea Legislativa Plurinacional (convocada por la oposición de ese entonces), Alexandra Moreira renunció a su cargo antes de su interpelación en la Asamblea. Posteriormente, tras investigaciones por autoridades competentes se cierra el caso, exonerando a la autoridad.